# CONCACAF Champions League 2020
La CONCACAF Champions League 2020 è stata la 55ª edizione della CONCACAF Champions League e la dodicesima con questa denominazione. Il vincitore si è qualificato alla Coppa del mondo per club FIFA 2020.
Il trofeo è stato vinto dal Tigres UANL, al primo successo nella competizione.

## Formula
Le squadre partecipanti sono 16, provenienti dalle tre associazioni regionali che compongono la CONCACAF: la North American Football Union, la Unión Centroamericana de Fútbol e la Caribbean Football Union.
I club, per poter partecipare al torneo, devono rispettare i criteri imposti dalla CONCACAF in materia di stadi. Se le squadre aventi diritto a partecipare non hanno uno stadio casalingo in grado di soddisfare i criteri richiesti, possono indicarne un altro a norma nel proprio paese. Se un club non riuscisse a trovare un impianto adeguato per la competizione sarebbe escluso dalla manifestazione.
La formula stabilita inizialmente ricalcava quella della stagione precedente: le partecipanti erano inserite in un tabellone di tipo tennistico, con tutti i turni a eliminazione diretta con incontri di andata e ritorno. Dagli ottavi alle semifinali, in caso di parità nel risultato aggregato, il passaggio del turno sarebbe stato deciso applicando la regola dei gol fuori casa, inoltre non si sarebbero effettuati i tempi supplementari ma si sarebbe deciso il passaggio del turno attraverso i rigori. In finale invece, in caso di parità nel risultato aggregato, non sarebbero stati considerati i gol fuori casa ma si sarebbe andati ai tempi supplementari ed eventualmente ai rigori. Negli ottavi e nei quarti di finale il fattore campo è stato determinato dalla posizione sorteggiata nel tabellone.
La pandemia di COVID-19 del 2019-2021 ha costretto alla sospensione del torneo dopo la disputa di tre delle quattro partite di andata dei quarti di finale, portando a una modifica della formula alla ripresa: le partite mancanti si sono disputate tutte in un'unica sede in campo neutro, a Orlando. I tre accoppiamenti dei quarti per i quali si era già giocata la partita di andata hanno mantenuto la doppia sfida, mentre l'altro quarto di finale è stato in partita unica, così come semifinali e finale. In caso di parità, quarti e semifinali vengono decisi direttamente ai rigori, mentre in finale si disputano supplementari e rigori.

## Date
| Turno            | Sorteggio                                    | Andata              | Ritorno             |
| ---------------- | -------------------------------------------- | ------------------- | ------------------- |
| Ottavi di finale | 9 dicembre 2019 (Città del Messico, Messico) | 18-20 febbraio 2020 | 25-27 febbraio 2020 |
| Quarti di finale | 9 dicembre 2019 (Città del Messico, Messico) | 10-12 marzo 2020    | 15-16 dicembre 2020 |
| Semifinali       | 9 dicembre 2019 (Città del Messico, Messico) | 19 dicembre 2020    | 19 dicembre 2020    |
| Finale           | 9 dicembre 2019 (Città del Messico, Messico) | 22 dicembre 2020    | 22 dicembre 2020    |

## Squadre partecipanti
| Nazione             | Slot  | Club             | Qualificazione                                                        |
| ------------------- | ----- | ---------------- | --------------------------------------------------------------------- |
| Messico 4 posti     | MEX 1 | América          | Campione Torneo Apertura 2018                                         |
| Messico 4 posti     | MEX 2 | Tigres UANL      | Campione Torneo Clausura 2019                                         |
| Messico 4 posti     | MEX 3 | Cruz Azul        | Finalista Torneo Apertura 2018                                        |
| Messico 4 posti     | MEX 4 | León             | Finalista Torneo Clausura 2019                                        |
| Stati Uniti 4 posti | USA 1 | Seattle Sounders | Campione MLS 2019                                                     |
| Stati Uniti 4 posti | USA 2 | Los Angeles FC   | Vincitore MLS Supporters' Shield 2019                                 |
| Stati Uniti 4 posti | USA 3 | New York City    | Vincitore Eastern Conference MLS 2019                                 |
| Stati Uniti 4 posti | USA 4 | Atlanta United   | Vincitore U.S. Open Cup 2019                                          |
| Canada 1 posto      | CAN 1 | Montréal Impact  | Vincitore Canadian Championship 2019                                  |
| Costa Rica 2 posti  | CRC 1 | Saprissa         | Vincitore CONCACAF League 2019                                        |
| Costa Rica 2 posti  | CRC 2 | San Carlos       | Miglior eliminata ai quarti di finale di CONCACAF League 2019         |
| Honduras 2 posti    | HON 1 | Motagua          | Finalista CONCACAF League 2019                                        |
| Honduras 2 posti    | HON 2 | Olimpia          | Miglior semifinalista CONCACAF League 2019                            |
| Guatemala 1 posto   | GUA 1 | Comunicaciones   | Seconda miglior eliminata ai quarti di finale di CONCACAF League 2019 |
| El Salvador 1 posto | SLV 1 | Alianza          | Seconda semifinalista CONCACAF League 2019                            |
| CFU 1 posto         | CCC 1 | Portmore Utd     | Campione Campionato per club CFU 2019                                 |

## Sorteggio
Il sorteggio si è svolto a Città del Messico, il 9 dicembre 2019. Le squadre sono state inserite in un tabellone di tipo tennistico, che determina gli accoppiamenti di tutti i turni fino alla finale, nonché il fattore campo per ottavi e quarti di finale.
Le squadre sono divise in due urne, una per otto teste di serie e una per le altre otto squadre, sulla base di un indice elaborato dalla CONCACAF. L'indice prende in considerazione i risultati nelle ultime cinque edizioni della Champions League, ma non viene calcolato per ogni singola squadra bensì per gli "slot" assegnati a ogni paese.
I punti del coefficiente vengono così assegnati:
- 4 punti per ogni partecipazione
- 3 punti per ogni vittoria
- 1 punto per ogni pareggio
- 1 punto per ogni turno superato
- 2 punti per la vittoria nella competizione.[10]

| Urna   | Pos. | Slot  | Pt. 2014/15 | Pt. 2015/16 | Pt. 2016/17 | Pt. 2018 | Pt. 2019 | Totale |
| ------ | ---- | ----- | ----------- | ----------- | ----------- | -------- | -------- | ------ |
| Urna 1 | 1    | MEX 3 | 32          | 23          | 15          | 17       | 26       | 113    |
| Urna 1 | 2    | MEX 2 | 16          | 20          | 30          | 25       | 21       | 112    |
| Urna 1 | 3    | MEX 1 | 11          | 33          | 27          | 12       | 20       | 103    |
| Urna 1 | 4    | CAN 1 | 23          | 8           | 22          | 21       | 5        | 79     |
| Urna 1 | 5    | USA 3 | 13          | 16          | 20          | 17       | 11       | 77     |
| Urna 1 | 6    | USA 4 | 20          | 16          | 8           | 5        | 11       | 60     |
| Urna 1 | 7    | USA 2 | 9           | 13          | 14          | 7        | 15       | 58     |
| Urna 1 | 8    | USA 1 | 11          | 14          | 11          | 11       | 11       | 58     |
| Urna 2 | 9    | CRC 2 | 18          | 9           | 14          | 5        | 7        | 53     |
| Urna 2 | 10   | MEX 4 | 9           | 18          | 10          | 9        | 4        | 50     |
| Urna 2 | 11   | HON 1 | 15          | 10          | 11          | 5        | 4        | 45     |
| Urna 2 | 12   | CRC 1 | 12          | 10          | 8           | 5        | 7        | 42     |
| Urna 2 | 13   | HON 2 | 8           | 11          | 11          | 5        | 0        | 35     |
| Urna 2 | 14   | SLV 1 | 4           | 7           | 9           | 7        | 5        | 32     |
| Urna 2 | 15   | GUA 1 | 11          | 8           | 9           | 0        | 4        | 32     |
| Urna 2 | 16   | CCC 1 | 4           | 8           | 5           | 4        | 4        | 25     |

## Partite

### Tabellone
|  | Ottavi                | Ottavi | Ottavi |  |                 | Quarti         | Quarti | Quarti |  |             | Semifinali     | Semifinali |  |                | Finale      | Finale |
|  |                       |        |        |  |                 |                |        |        |  |             |                |            |  |                |             |        |
|  | Comunicaciones        | 1      | 1 (3)  |  |                 |                |        |        |  |             |                |            |  |                |             |        |
|  | Comunicaciones        | 1      | 1 (3)  |  |                 |                |        |        |  |             |                |            |  |                |             |        |
|  | América (dtr)         | 1      | 1 (5)  |  |                 |                |        |        |  |             |                |            |  |                |             |        |
|  | América (dtr)         | 1      | 1 (5)  |  | América         | 3              | 0      |        |  |             |                |            |  |                |             |        |
|  |                       |        |        |  | América         | 3              | 0      |        |  |             |                |            |  |                |             |        |
|  |                       |        |        |  |                 | Atlanta United | 0      | 1      |  |             |                |            |  |                |             |        |
|  | Motagua               | 1      | 0      |  |                 | Atlanta United | 0      | 1      |  |             |                |            |  |                |             |        |
|  | Motagua               | 1      | 0      |  |                 |                |        |        |  |             |                |            |  |                |             |        |
|  | Atlanta United        | 1      | 3      |  |                 |                |        |        |  |             |                |            |  |                |             |        |
|  | Atlanta United        | 1      | 3      |  |                 |                |        |        |  | América     | 1              |            |  |                |             |        |
|  |                       |        |        |  |                 |                |        |        |  | América     | 1              |            |  |                |             |        |
|  |                       |        |        |  |                 |                |        |        |  |             | Los Angeles FC | 3          |  |                |             |        |
|  | León                  | 2      | 0      |  |                 |                |        |        |  |             | Los Angeles FC | 3          |  |                |             |        |
|  | León                  | 2      | 0      |  |                 |                |        |        |  |             |                |            |  |                |             |        |
|  | Los Angeles FC        | 0      | 3      |  |                 |                |        |        |  |             |                |            |  |                |             |        |
|  | Los Angeles FC        | 0      | 3      |  | Los Angeles FC  | 2              | n.     |        |  |             |                |            |  |                |             |        |
|  |                       |        |        |  |                 |                | n.     |        |  |             |                |            |  |                |             |        |
|  |                       |        |        |  |                 | Cruz Azul      | 1      | d.     |  |             |                |            |  |                |             |        |
|  | Portmore Utd          | 1      | 0      |  |                 |                |        |        |  |             |                |            |  |                |             |        |
|  | Portmore Utd          | 1      | 0      |  |                 |                |        |        |  |             |                |            |  |                |             |        |
|  | Cruz Azul             | 2      | 4      |  |                 |                |        |        |  |             |                |            |  |                |             |        |
|  | Cruz Azul             | 2      | 4      |  |                 |                |        |        |  |             |                |            |  | Los Angeles FC | 1           |        |
|  |                       |        |        |  |                 |                |        |        |  |             |                |            |  | Los Angeles FC | 1           |        |
|  |                       |        |        |  |                 |                |        |        |  |             |                |            |  |                | Tigres UANL | 2      |
|  | San Carlos            | 3      | 0      |  |                 |                |        |        |  |             |                |            |  |                | Tigres UANL | 2      |
|  | San Carlos            | 3      | 0      |  |                 |                |        |        |  |             |                |            |  |                |             |        |
|  | New York City         | 5      | 1      |  |                 |                |        |        |  |             |                |            |  |                |             |        |
|  | New York City         | 5      | 1      |  | New York City   | 0              | 0      |        |  |             |                |            |  |                |             |        |
|  |                       |        |        |  | New York City   | 0              | 0      |        |  |             |                |            |  |                |             |        |
|  |                       |        |        |  |                 | Tigres UANL    | 1      | 4      |  |             |                |            |  |                |             |        |
|  | Alianza               | 2      | 2      |  |                 |                |        | 4      |  |             |                |            |  |                |             |        |
|  | Alianza               | 2      | 2      |  |                 |                |        |        |  |             |                |            |  |                |             |        |
|  | Tigres UANL           | 1      | 4      |  |                 |                |        |        |  |             |                |            |  |                |             |        |
|  | Tigres UANL           | 1      | 4      |  |                 |                |        |        |  | Tigres UANL | 3              |            |  |                |             |        |
|  |                       |        |        |  |                 |                |        |        |  | Tigres UANL | 3              |            |  |                |             |        |
|  |                       |        |        |  |                 |                |        |        |  |             | Olimpia        | 0          |  |                |             |        |
|  | Saprissa              | 2      | 0      |  |                 |                |        |        |  |             | Olimpia        | 0          |  |                |             |        |
|  | Saprissa              | 2      | 0      |  |                 |                |        |        |  |             |                |            |  |                |             |        |
|  | Montréal Impact (gfc) | 2      | 0      |  |                 |                |        |        |  |             |                |            |  |                |             |        |
|  | Montréal Impact (gfc) | 2      | 0      |  | Montréal Impact | 1              | 1      |        |  |             |                |            |  |                |             |        |
|  |                       |        |        |  | Montréal Impact | 1              | 1      |        |  |             |                |            |  |                |             |        |
|  |                       |        |        |  |                 | Olimpia (gfc)  | 2      | 0      |  |             |                |            |  |                |             |        |
|  | Olimpia (dtr)         | 2      | 2 (4)  |  |                 | Olimpia (gfc)  | 2      | 0      |  |             |                |            |  |                |             |        |
|  | Olimpia (dtr)         | 2      | 2 (4)  |  |                 |                |        |        |  |             |                |            |  |                |             |        |
|  | Seattle Sounders      | 2      | 2 (2)  |  |                 |                |        |        |  |             |                |            |  |                |             |        |
|  | Seattle Sounders      | 2      | 2 (2)  |  |                 |                |        |        |  |             |                |            |  |                |             |        |

### Ottavi di finale
| Squadra 1      | Totale          | Squadra 2        | Andata | Ritorno |
| -------------- | --------------- | ---------------- | ------ | ------- |
| Motagua        | 1 - 4           | Atlanta United   | 1 - 1  | 0 - 3   |
| Comunicaciones | 2 - 2 (3-5 dtr) | América          | 1 - 1  | 1 - 1   |
| Portmore Utd   | 1 - 6           | Cruz Azul        | 1 - 2  | 0 - 4   |
| León           | 2 - 3           | Los Angeles FC   | 2 - 0  | 0 - 3   |
| Alianza        | 4 - 5           | Tigres UANL      | 2 - 1  | 2 - 4   |
| San Carlos     | 3 - 6           | New York City    | 3 - 5  | 0 - 1   |
| Olimpia        | 4 - 4 (4-2 dtr) | Seattle Sounders | 2 - 2  | 2 - 2   |
| Saprissa       | 2 - 2 (gfc)     | Montréal Impact  | 2 - 2  | 0 - 0   |

### Quarti di finale
| Squadra 1       | Totale      | Squadra 2      | Andata | Ritorno |
| --------------- | ----------- | -------------- | ------ | ------- |
| América         | 3 - 1       | Atlanta United | 3 - 0  | 0 - 1   |
| New York City   | 0 - 5       | Tigres UANL    | 0 - 1  | 0 - 4   |
| Montréal Impact | 2 - 2 (gfc) | Olimpia        | 1 - 2  | 1 - 0   |
| Los Angeles FC  | 2 - 1       | Cruz Azul      | 2 - 1  | 0 - 0   |

### Semifinali
| Squadra 1 | Risultato | Squadra 2      |
| --------- | --------- | -------------- |
| América   | 1 - 3     | Los Angeles FC |
| Olimpia   | 0 - 3     | Tigres UANL    |

### Finale
| Squadra 1   | Risultato | Squadra 2      |
| ----------- | --------- | -------------- |
| Tigres UANL | 2 - 1     | Los Angeles FC |

## Statistiche

### Individuali

#### Classifica marcatori
Di seguito la classifica marcatori finale.
| Gol |  |  | Giocatore           | Squadra          |
| --- |  |  | ------------------- | ---------------- |
| 6   |  |  | André-Pierre Gignac | Tigres           |
| 5   |  |  | Carlos Vela         | Los Angeles FC   |
| 3   |  |  | Héber               | New York City FC |